# 迪伦·弗莱彻
迪伦·弗莱彻（英語：Dylan Fletcher，1988年4月3日—），英国男子帆船运动员。他曾代表英国参加2016年和2020年夏季奥林匹克运动会帆船比赛，其中2020年奥运会获得一枚金牌。